# 28 de marzo
El 28 de marzo es el 87.º (octogésimo séptimo) día del año en el calendario gregoriano y el 88.º en los años bisiestos. Quedan 278 días para finalizar el año.

## Acontecimientos
- 58 a. C.: el pueblo helvético comienza a migrar (debido a la guerra de la República romana contra la Galia).
- 37 a. C.: en Roma, el emperador romano Calígula acepta los títulos del Principado que le otorga el Senado.
- 193: después de asesinar al emperador romano Pértinax, su Guardia Pretoriana subasta el trono a Didio Juliano.[1]
- 364: en Roma, el emperador Valentiniano I nombra a su hermano Flavio Valente coemperador.
- 845: en la actual Francia, a través del río Sena llegan los primeros vikingos ―entre ellos Ragnar Lodbrok― a las puertas de la villa de París. Comienzan un sitio contra la ciudad y la saquean.
- 1462: en el Imperio ruso, Iván III se convierte en Gran Príncipe de Moscú y Toda Rusia.
- 1480: en Castilla y Aragón, una pragmática de los Reyes Católicos autoriza a los campesinos a trasladarse libremente con todos sus bienes.
- 1556: en Valladolid, Felipe II es proclamado solemnemente rey de España.
- 1566: en la isla de Malta, Jean Parisot de Valette (gran maestro de la Orden Soberana y Militar de Malta) coloca la piedra angular de La Valeta, la ciudad capital.
- 1638 (Domingo de Ramos): en Calabria (Italia), entre ayer y hoy, tres terremotos de magnitud 7,0 de la escala sismológica de Richter dejan 10 000 víctimas.[2]
- 1737: en Delhi (India) el Imperio maratha bajo Baji Rao I ataca y derrota al Imperio mogul en la batalla de Delhi.
- 1738: en Vallefiorita (Calabria), a las 18:55 sucede un terremoto con una magnitud estimada de 7,0 en la escala de Richter. Este fue el quinto y último terremoto (en una serie en 50 días) que dejaron en total un saldo de unas 50 000 víctimas.
- 1767: en Marraquech, se firma el primer tratado de paz y de amistad entre España y Marruecos.
- 1776: en la zona de la actual ciudad de San Francisco (California), el conquistador español Juan Bautista de Anza funda un presidio.
- 1787: en la zona limítrofe entre Guerrero y Oaxaca (México) ocurre un terremoto magnitud 8.6, siendo el más fuerte registrado hasta el momento en el país.
- 1794: en Le Cateau-Cambrésis (Francia) los aliados bajo el príncipe Josías de Saxe-Coburg-Saalfeld vence a las fuerzas francesas en la batalla de Le Cateau.
- 1795: el ducado de Courland y Semigallia, un feudo del norte de la comunidad polaco-lituana, deja de existir y se convierte en parte del Imperio ruso.
- 1798: en España, el valido Manuel Godoy (1767-1851) presenta la dimisión de sus cargos, que es aceptada en términos de perpetuo agradecimiento por el rey Carlos IV.
- 1801: en Italia se firma el Tratado de Florencia. Termina la guerra entre la Primera República Francesa y el Reino de Nápoles.
- 1802: el astrónomo Heinrich Wilhelm Matthäus Olbers descubre Pallas, el segundo asteroide jamás descubierto.
- 1809: en Vigo, España, un alzamiento popular permitió recuperar la ciudad de la ocupación de las tropas napoleónicas.
- 1809: en el marco de la guerra de independencia de España (1808-1814), Francia derrota a España en la batalla de Medellín.
- 1814: en la batalla de Valparaíso (Chile), dos buques de la marina de los Estados Unidos son capturados por dos buques de la Marina Real del Reino Unido.
- 1820: el Tratado de Kortrijk configura la frontera entre Francia, Bélgica y los Países Bajos.
- 1823: en la provincia de La Rioja (Argentina) el caudillo Juan Facundo Quiroga (1788-1835) se enfrenta en un duelo de lanzas con el general Miguel Dávila. Lo mata, y se libra la batalla de El Puesto entre las dos fuerzas.
- 1838: en el Río de la Plata, el contraalmirante francés Luis Francisco Leblanc declara el bloqueo del puerto de Buenos Aires.
- 1838: en Santiago de Cuba, Francois de Antommarchi (el médico de Napoleón) enferma de fiebre amarilla.
- 1842: en Viena (Austria) se realiza el primer concierto de la Orquesta Filarmónica de Viena, dirigida por Otto Nicolai.
- 1844: en España, la reina Isabel II crea por Real Decreto el cuerpo de la Guardia Civil.
- 1845: en Madrid, se estrena Don Juan Tenorio, de José Zorrilla, la obra teatral más representativa del romanticismo español.
- 1847: en el estado de Costa Rica, Juan Alfaro Ruiz inicia una serie de acciones contra el gobierno de José María Castro Madriz que continúan a través de 1847 y 1848.
- 1854: Guerra de Crimea: Francia y Gran Bretaña declaran la guerra a Rusia.
- 1856: en Inglaterra se realiza la última ejecución pública. (Los británicos seguirán ejecutando personas públicamente en los países que han invadido).
- 1859: Urban Le Verrier recibe una carta del astrónomo aficionado Edmond Modeste Lescarbault, quien afirma haber observado un nuevo planeta, Vulcano.
- 1860: en Nueva Zelanda ―en el marco de la primera guerra de Taranaki― comienza la batalla de Waireka.
- 1862: en Nuevo México ―en el marco de la guerra civil estadounidense (1861-1865)― las fuerzas del norte vencen a los esclavistas del sur en la batalla de Glorieta Pass.
- 1864: en Caracas (Venezuela) entra en vigor la Constitución, que proclama los Estados Unidos de Venezuela.
- 1866: en Madrid (España) se crea el Archivo Histórico Nacional.
- 1871: en Francia se instala la Comuna de París, gobierno popular revolucionario en la capital francesa.
- 1882: en Francia se implanta por ley la enseñanza primaria obligatoria y gratuita para todos los niños de 6 a 13 años.
- 1883: en Tonkín los imperialistas franceses vencen la batalla de Gia Cuc.
- 1886: en Uruguay estalla la Revolución del Quebracho contra el Gobierno de Francisco Antonino Vidal.
- 1894: llega a Cuba el músico mexicano Juventino Rosas.
- 1895: en el Fomento de la Industria Nacional de París (Francia), los hermanos Lumiére presentan su invento llamado cinematógrafo.
- 1896: Cerca del ingenio Dos Hermanos (provincia de Las Villas) el general Máximo Gómez al frente de sus fuerzas carga al machete contra una columna española.
- 1897: en el combate de Río Hondo (provincia de Pinar del Río) cae prisionero el general puertorriqueño Juan Rius Rivera, herido con tres balazos.
- 1899: Guglielmo Marconi establece una comunicación radiotelegráfica entre las dos orillas del Canal de la Mancha.
- 1903: Comienzan las obras del ferrocarril interamericano que pondrá en comunicación Buenos Aires y Santiago de Chile (Sudamérica) con Nueva York y San Francisco (Norteamérica).
- 1909: en Madrid (España), entran en servicio público los diez primeros automóviles, con carácter experimental.
- 1909: en Barcelona se inaugura el velódromo "Parc dels Sports".
- 1910: cerca de la ciudad de Martigues ―37 km al oeste de Marsella (Francia)― Henrí Fabré se convierte en la primera persona en volar un hidroavión, el Fabre Hydravion, después de despegar de una pista de agua.
- 1918: en la ciudad de Quebec (Canadá) comienzan grandes disturbios.
- 1920: en Estados Unidos queda instaurado el derecho de sufragio femenino (excepto las mujeres negras).
- 1920: el brote de tornados del Domingo de Ramos de 1920 afecta a la región de los Grandes Lagos.
- 1929: se crea el Banco Exterior de España.
- 1930: en San Salvador (El Salvador) se funda el Partido Comunista de El Salvador.
- 1933: en Alemania, el Parlamento confiere poderes dictatoriales a Adolf Hitler.
- 1933: en Alemania, la Conferencia Episcopal de Fulda omite condenar el nazismo (el mejor aliado de la Iglesia católica en su lucha contra el socialismo).
- 1933: el biplano City of Liverpool es el primer avión que se destruye por un sabotaje cuando un pasajero le prende fuego. Mueren las 15 personas a bordo.
- 1935: el ingeniero aeronáutico español Virgilio Leret patenta en Madrid el primer motor a reacción, su mototurbocompresor de reacción continua. Al año siguiente será fusilado por los sublevados durante la guerra civil española.
- 1938: en la provincia de Shandong, a 690 km al sur de Pekín (China) ―en el marco de la segunda guerra sino-japonesa (1937-1945)― continúa la Batalla de Taierzhuang (24 de marzo a 7 de abril de 1938), en que el ejército de la República de China vencerá al ejército del Imperio del Japón. Se trata de la primera gran victoria china de la guerra. Humilló al ejército japonés y destrozó para siempre su reputación como «fuerza invencible».
- 1939: en el contexto de la guerra civil española (1936-1939), ante la inevitable derrota en Madrid frente a los sublevados, los miembros del Gobierno republicano (a excepción de Julián Besteiro) abandonan la ciudad junto a miles de refugiados con destino a Valencia, desde donde partirán al exilio.
- 1939: en el contexto de la guerra civil española, los sublevados toman Madrid sin resistencia. Al anochecer toman igualmente todo el frente de Extremadura y Andalucía. Cuatro días después terminaría la guerra.
- 1941: en La Habana se inaugura el Teatro América.
- 1941: en el extremo sur de Grecia ―en el marco de la Segunda Guerra Mundial (1939-1945)― la flota británica hunde tres cruceros pesados (el Fiume, el Zara y el Pola) y dos destructores en la batalla de cabo Matapán (mar Mediterráneo).
- 1942: en Saint-Nazaire ―en el marco de la Segunda Guerra Mundial (1939-1945)― una fuerza combinada británica desactiva permanentemente el barco Louis Joubert Lock para mantener al acorazado alemán Tirpitz lejos de los carriles de convoyes del medio océano.

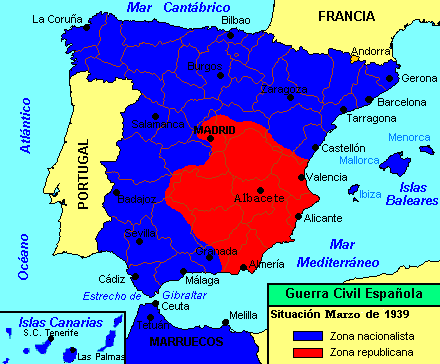
Mapa del frente de la Guerra Civil Española en marzo de 1939.

- 1942: en el contexto de la Segunda Guerra Mundial, la ciudad alemana de Lübeck es bombardeada quedando su casco histórico reducido en un 80 %; sin embargo, las fábricas aeronáuticas Dornier quedaron intactas.[3]
- 1942: en Francia, el Partido Comunista Francés crea el movimiento de resistencia armada FTP (Francs-Tireurs et Partisans: francotiradores y partisanos) contra los nazis.
- 1946: el Departamento de Estado de los EE. UU. publica el Informe Acheson-Lilienthal ―en el marco de la Guerra Fría― que describe un plan para controlar la energía nuclear en todos los países del mundo.
- 1949: en Londres, el físico británico Fred Hoyle inventa el término «big bang» durante una transmisión de la BBC.
- 1951: en Vietnam ―en el marco de la guerra de independencia de Indochina (1946-1954)― las fuerzas imperialistas francesas, dirigidas por Jean de Lattre de Tassigný (héroe de la Segunda Guerra Mundial) inflige una derrota a las fuerzas Việt Minh comandadas por el general Võ Nguyên Giáp en la batalla de Mạo Khê.
- 1954: en San Juan (Puerto Rico), Ángel Ramos funda el canal de televisión Telemundo.
- 1959: la República Popular de China disuelve el gobierno monárquico del Tíbet.
- 1960: en La Habana, ante las cámaras de la TV nacional, el comandante en jefe Fidel Castro Ruz desenmascara a su examigo el periodista Luis Conte Agüero (n. 1924) y las campañas divisionistas que estaba desarrollando.[4]
- 1961: en Santa Clara, el comandante Ernesto ''Che'' Guevara preside el primer encuentro nacional azucarero.
- 1963: en Cuba, el comandante Fidel Castro denuncia la agresión al carguero soviético Bakú.
- 1965: en La Ligua (zona central de Chile) se produce un terremoto de magnitud 7,6 en la escala de Richter.
- 1966: en Bolivia, la guerrilla de Ernesto ''Che'' Guevara es rodeada por 2000 hombres del ejército boliviano en un radio de 120 kilómetros, y se estrecha el cerco militar.
- 1968: en Brasil, la dictadura asesina al estudiante de secundaria Edson Luís de Lima Souto por la policía militar en una protesta por comidas más baratas en un restaurante para estudiantes de bajos ingresos.
- 1969: en Londres, el poeta griego Giorgos Seferis, premio Nobel de Literatura, realiza una famosa declaración desde el Servicio Mundial de la BBC, en la que se opone a la junta militar en Grecia.
- 1970: en el oeste de Turquía, aproximadamente a las 23:05 (hora local) sucede un terremoto que deja 1086 muertos y 1260 heridos.
- 1971: en el Teatro Nacional Rubén Darío]] de la ciudad de Managua (Nicaragua), el dictador Anastasio Somoza Debayle (presidente del partido Liberal Nacionalista) y Fernando Agüero Rocha (presidente del partido Conservador) firman el Pacto Kupia-Kumi para asegurar la reelección del primero en 1974.
- 1971: en Honduras, Ramón Ernesto Cruz (candidato del Partido Nacional) gana las elecciones presidenciales.
- 1977: en La Habana se constituye la Comisión Nacional de Grados Científicos, adscrita al Ministerio de Educación Superior (MES).
- 1979: en la central atómica de Three Mile Island (estado de Pensilvania ―170 km al oeste de Filadelfia― se produce un grave accidente nuclear.
- 1979: en Londres, la Cámara de los Comunes pasa un voto de no confianza contra el Gobierno de James Callaghan, lo que precipita elecciones generales.
- 1980: en Buenos Aires ―en el marco de la dictadura cívico-militar argentina (1976-1983)―, el Banco Central dispone la liquidación del BIR (Banco de Intercambio Regional) y otros, vinculados a grandes grupos económicos.
- 1982: en el estado de Chiapas (México), el volcán Chichonal hace erupción después de estar inactivo por siglos.
- 1985: en Colombia, el gobierno de Belisario Betancourt y las FARC-EP firman los Acuerdos de Cese al Fuego, Paz y Tregua. Se lanza oficialmente el movimiento político Unión Patriótica (UP). El presidente Betancourt, por medio de grupos paramilitares narcos comienza el genocidio de la UP.
- 1988: se presenta al mercado el aviónAirbus A320, el avión estrella de la empresa Airbus.
- 1990: el parlamento de Israel reafirma a Jerusalén como capital del Estado.
- 1994: en La Habana tienen lugar la I Conferencia Internacional sobre Deportes de Alto Rendimiento, en la que participan más de 400 delegados de 14 países.
- 1994: en Sudáfrica, guardias de seguridad del Congreso Nacional Africano matan a docenas de manifestantes del partido Inkatha Freedom Party en la masacre de Shell House.
- 1994: finaliza la «guerra del banano» con un acuerdo entre la Unión Europea e Iberoamérica.
- 1996: la Universidad Complutense de Madrid cierra los institutos de estudios internacionales creados por Gustavo Villapalos.
- 1996: en Taipéi (Taiwán) comienza a operar el Metro de Taipéi (MRT).
- 1997: un barco con refugiados albaneses se hunde al chocar con un carguero italiano, provocando 80 muertos.
- 1998: en la final del torneo Lipton de Miami (Estados Unidos), el tenista chileno Marcelo Ríos se convierte en el primer latinoamericano en ser número 1 del mundo, al derrotar al estadounidense Andre Agassi.
- 1999: en el marco de la guerra de Kosovo (1998-1999) paramilitares serbios matan a 146 civiles albaneses de Kosovo en la masacre de Izbica.
- 1999: en Asunción (Paraguay) dimite de su cargo el presidente Raúl Cubas.
- 1999: se enfrentan en choque amistoso los Baltimore Orioles al equipo Cuba en el Estadio Latinoamericano ante 55 000 espectadores.
- 1999: se estrena la serie animada Futurama.
- 2001: en Caracas (Venezuela), estudiantes de izquierda toman violentamente el rectorado de la Universidad Central durante 36 días. El presidente Hugo Chávez decide no intervenir con el Ejército. Los tomistas serán expulsados por la comunidad estudiantil.[5]
- 2001: en la Cámara de Diputados de México, la Comandanta Esther (del EZLN) pronuncia un discurso por la paz en el estado de Chiapas. Al finalizar, la Cámara canta el Himno Nacional.
- 2003: en un incidente de fuego amigo, dos aviones estadounidenses A-10 Thunderbolt II ataca a varios tanques británicos que participan en la invasión estadounidense contra Irak, matando a un militar británico.
- 2005: en Indonesia, un terremoto de 8.6 sacude las islas de Nias y Simeulue, dejando 1314 muertos y 1146 heridos.
- 2006: en Francia se montan protestas masivas contra la Ley del Primer Contrato de Trabajo, que pretende reducir el desempleo juvenil.
- 2008: Chile cambia el día del "cambio de horario" (que normalmente es el segundo sábado de marzo, de UTC –3 a UTC –4), puesto a que sufre una crisis energética. Antes se modificó la fecha para la asunción a la presidencia de Patricio Aylwin y para la venida del papa Juan Pablo II.
- 2009: se reivindica la lucha contra el cambio Climático mediante el programa televisivo La hora del planeta.
- 2011: Realiza un visita privada a Cuba el expresidente de Estados Unidos James Carter.
- 2011: en Bolivia comienza el Primer Congreso Latinoamericano de Salud.
- 2014: en Ucrania, la ex primera ministra Yulia Timoshenko (empresaria que había sido encarcelada por corrupción en sus empresas de gas) promete ejecutar a los ocho millones de civiles ucranianos de habla rusa en el sureste del país.[6]
- 2014: Jens Stoltenberg, ex primer ministro de Noruega es elegido secretario general de la OTAN.
- 2017: en Australia se registra una tormenta de vientos de hasta 270 km/h, causando destrozos en gran parte del país.
- 2018: en Venezuela toma lugar el Motín de Valencia, hecho en el que mueren 68 privados de libertad en la prisión de la Comandancia de Carabobo como consecuencia de una crisis carcelaria.
- 2018: en Egipto, Marshal al-Sisi es reelegido en su cargo de presidente.
- 2022: en México, una avioneta de modelo King Air, se estrella contra un supermercado, ocasionando 3 muertes y 4 lesionados.
- 2022: Ataque al tren Abuya-Kaduna
- 2023: en Lisboa (Portugal), dos mujeres portuguesas pertenecientes al personal del Centro Musulmán Ismaili son asesinadas a puñaladas.
- 2024: en alguna ciudad de Colombia se produce un accidente de bus, cobrando la vida de 2 personas y dejando a 12 heridos
- 2025: en Birmania ocurre un terremoto de 7.7 que deja 3,750 muertos, siendo el terremoto más mortífero desde los terremotos de Turquía y Siria de 2023.

## Nacimientos
- 1472: Fray Bartolomeo, pintor italiano (f. 1517).
- 1483: Rafael Sanzio, pintor y arquitecto italiano (f. 1520). También puede haber nacido un 6 de abril.
- 1515: Teresa de Jesús o Teresa de Ávila, escritora y monja española (f. 1582), canonizada por la Iglesia católica.
- 1569: Ranuccio I Farnesio, aristócrata italiano (f. 1622).
- 1592: Comenio (Jan Amos Komensky), teólogo, filósofo y pedagogo checo (f. 1670).
- 1709: Alekséi Razumovski, cosaco ucraniano (f. 1771).
- 1731: Ramón de la Cruz, escritor y comediógrafo español (f. 1794).
- 1750: Francisco de Miranda, militar venezolano (f. 1816).
- 1760: Georg Adlersparre, político y escritor sueco (f. 1835).
- 1764: Nikolái Rezánov, aristócrata y estadista ruso (f. 1807).
- 1811: John Neumann, obispo checo-estadounidense (f. 1860), canonizado por la Iglesia católica.
- 1819: Joseph Bazalgette, ingeniero británico (f. 1891).
- 1827: Joaquín Colombres, militar mexicano (f. 1898).
- 1840: Emin Pasha, explorador alemán, gobernador de la provincia egipcia de Ecuatoria (f. 1892).
- 1849: James Darmesteter, anticuario, lingüista y escritor francés (f. 1894).
- 1851: Bernardino Machado, político y escritor brasileño (f. 1944).
- 1860: José Moreno Carbonero, pintor español (f. 1942).

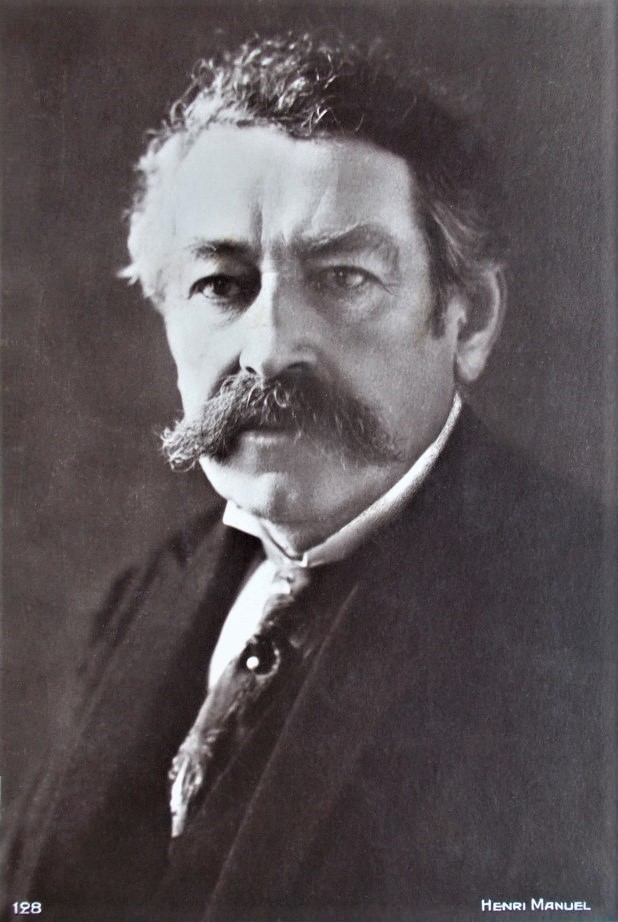
Aristide Briand.

- 1862: Aristide Briand, político francés, premio nobel de la paz en 1926 (f. 1932).
- 1868: Cuno Amiet, pintor y escultor suizo (f. 1961).
- 1868: Máximo Gorki, escritor ruso (f. 1936).
- 1871: Willem Mengelberg, director de orquesta y músico neerlandés-suizo (f. 1951).
- 1872: José Sanjurjo, militar español (f. 1936).
- 1884: Angelos Sikelianos, poeta y dramaturgo griego (f. 1951).
- 1890: Paul Whiteman, director de orquesta y músico estadounidense (f. 1967).

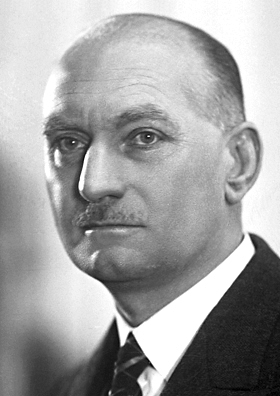
Corneille Heymans.

- 1892: Corneille Heymans, fisiólogo y académico belga, premio nobel de medicina en 1938 (f. 1968).
- 1895: Spencer W. Kimball, líder religioso estadounidense (f. 1985).
- 1895: Ángela Ruiz Robles, maestra, escritora e inventora española, precursora del libro electrónico (f. 1975).
- 1897: Sepp Herberger, futbolista y entrenador alemán (f. 1977).
- 1899: Ernst Lindemann, marino alemán (f. 1941).
- 1901: Marta de Suecia, princesa heredera de Noruega (f. 1954).

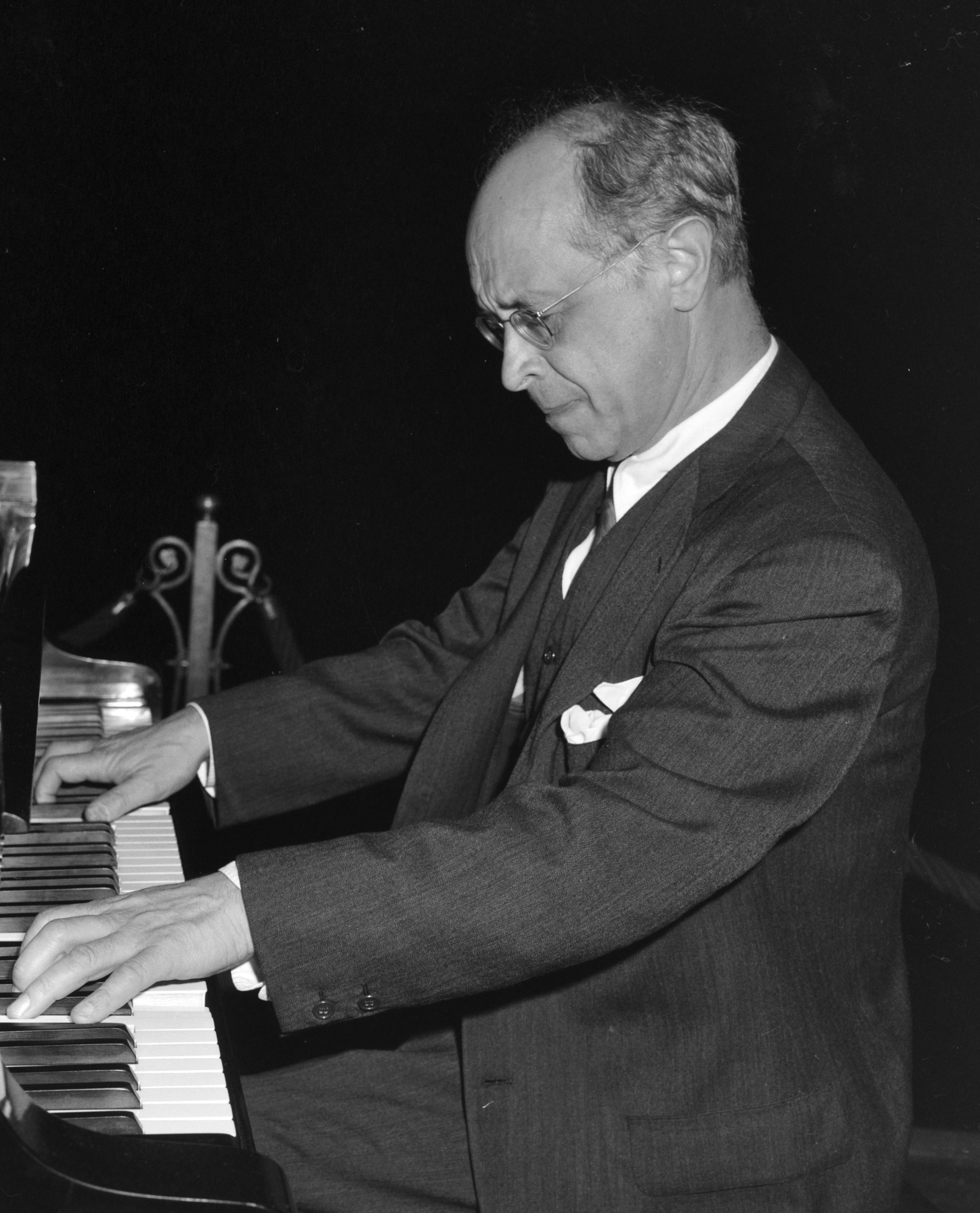
Rudolf Serkin.

- 1903: Rudolf Serkin, pianista austriaco nacionalizado estadounidense (f. 1991).
- 1903: Charles Starrett, actor estadounidense (f. 1986).
- 1908: Juan José Nogués, futbolista español (f. 1998).
- 1909: Nelson Algren, escritor estadounidense (f. 1981).
- 1909: Víctor de los Ríos, escultor español (f. 1996).
- 1910: Íngrid, aristócrata sueca, reina de Suecia (f. 2000).
- 1911: John Langshaw Austin, filósofo británico (f. 1960).
- 1911: Myfanwy Piper, crítica de arte y libretista británica (f. 1997).
- 1912: Marina Raskova, piloto militar soviética (f. 1943).
- 1913: José Sánchez del Río, santo católico mexicano y adolescente cristero (f. 1928).
- 1914: Bohumil Hrabal, novelista checo (f. 1997).
- 1914: Edmund Muskie, militar, abogado y político estadounidense, secretario de Estado (f. 1996).
- 1921: Dirk Bogarde, actor y escritor británico (f. 1999).
- 1926: Cayetana Fitz-James Stuart (duquesa de Alba), aristócrata española (f. 2014).
- 1927: Marianne Fredriksson, escritora y periodista sueca (f. 2007).
- 1928: Zbigniew Brzezinski, político polaco (f. 2014).
- 1928: Alexander Grothendieck, matemático franco-alemán (f. 2014).
- 1928: Shaban Hadëri, escultor albanés (f. 2010).
- 1929: Paul England, piloto de automovilismo australiano (f. 2014).
- 1930: Jerome Isaac Friedman, físico estadounidense, premio nobel de física en 1990.
- 1931: Éber Lobato, actor, bailarín, cantante, compositor, director, productor y escenógrafo argentino (f. 2014).
- 1931: Jane Vance Rule, escritor canadiense (f. 2007).
- 1932: Calígula, actor y humorista argentino (f. 2013).
- 1933: Tete Montoliu, compositor de jazz y pianista español (f. 1997).
- 1933: Juan Sandoval Íñiguez, arzobispo mexicano.
- 1934: Sixto Valencia Burgos, historietista y dibujante mexicano (f. 2015).
- 1935: Eusebio Vélez, ciclista español (f. 2020).
- 1935: Hubert Hahne, piloto alemán de automovilismo (f. 2019).
- 1936: Amancio Ortega, empresario español, fundador del grupo textil Inditex (Zara).

- 1936: Zdenek Sverák, actor checo.

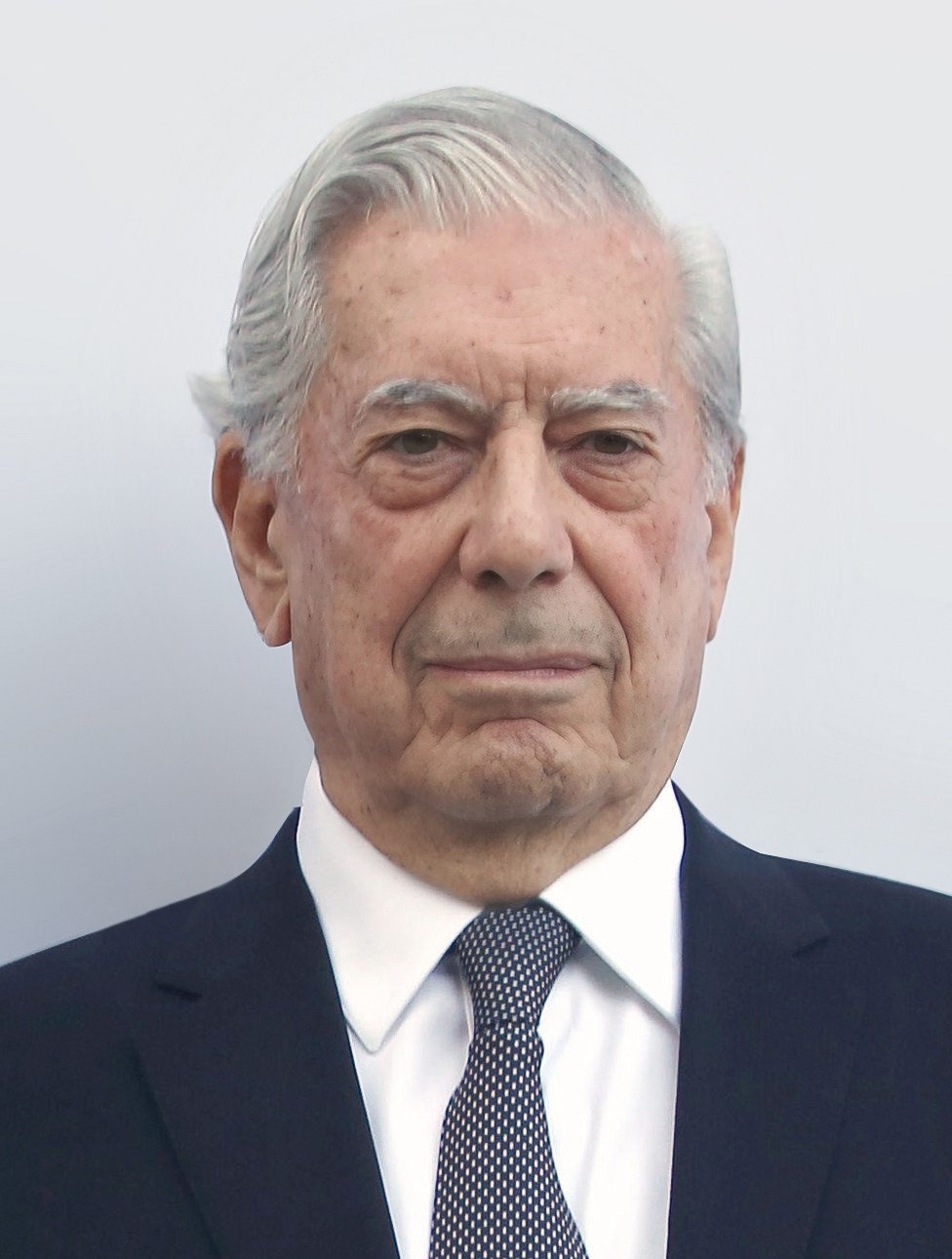
Mario Vargas Llosa.

- 1936: Mario Vargas Llosa, escritor peruano, premio nobel de literatura en 2010 (f. 2025).
- 1940: Luis Cubilla, futbolista y entrenador uruguayo (f. 2013).
- 1941: Alf Clausen, director de orquesta y compositor estadounidense.
- 1942: Daniel Dennett, ensayista y filósofo estadounidense (f. 2024).
- 1942: Neil Kinnock, político británico.
- 1942: Mike Newell, cineasta británico.
- 1942: Samuel Ramey, cantante de ópera estadounidense.
- 1942: Conrad Schumann, primera persona en escapar de Alemania del Este (f. 1998).
- 1942: Jerry Sloan, entrenador de baloncesto estadounidense (f. 2020).
- 1943: Conchata Ferrell, actriz estadounidense (f. 2020).
- 1944: Rick Barry, baloncestista estadounidense.
- 1945: Rodrigo Duterte, abogado filipino, presidente de Filipinas entre 2016 y 2022.
- 1946: Wubbo Ockels, físico y astronauta neerlandés (f. 2014).
- 1946: Henry Paulson, banquero y político estadounidense.
- 1946: Alejandro Toledo, economista y político neoliberal peruano, presidente del Perú entre 2001 y 2006.
- 1948: John Evan, teclista británico, de la banda Jethro Tull.
- 1948: Dianne Wiest, actriz estadounidense.
- 1948: Milan Williams, músico estadounidense, de la banda The Commodores (f. 2006).
- 1949: Michael W. Young, genetista estadounidense.
- 1949: Josephine Chaplin, actriz estadounidense (f. 2023).
- 1950: Germán Efromovich, empresario colombo-boliviano.
- 1951: Matti Pellonpää, actor y músico finlandés (f. 1995).
- 1951: Valentín Trujillo Gazcón, actor mexicano (f. 2006).
- 1951: José Ricardo Mena, guerrillero argentino (f. 1972).
- 1952: Tony Brise, piloto británico de Fórmula 1 (f. 1975).
- 1953: Roberto José Kriete Ávila, empresario salvadoreño.
- 1953: Melchior Ndadaye, político burundés (f. 1993).
- 1955: Julio Llamazares, poeta español.
- 1955: Reba McEntire, cantante y actriz estadounidense.
- 1958: Elisabeth Andreassen, cantante noruega.
- 1958: Curt Hennig, luchador profesional estadounidense (f. 2003).
- 1958: Jos Lammertink, ciclista neerlandés (f. 2024).
- 1959: Laura Chinchilla, política costarricense, presidenta de Costa Rica entre 2010 y 2014.
- 1960: José Antonio Alonso Suárez, político y jurista español (f. 2017).
- 1960: Chris Barrie, actor británico.
- 1960: Estefanía Beltrán de Heredia, ingeniera y política española.
- 1960: José María Michavila, político español.
- 1960: José María Neves, político caboverdiano.
- 1960: Éric-Emmanuel Schmitt, dramaturgo francés.
- 1961: Byron Scott, baloncestista estadounidense.
- 1967: Christian Castillo, político argentino.
- 1968: Jon Lee, músico británico, de la banda Feeder.
- 1968: Carlos Soto, flautista y cofundador de Celtas Cortos.
- 1968: Isabella Santodomingo, actriz, escritora y presentadora colombiana.
- 1969: Brett Ratner, cineasta estadounidense.
- 1969: Ivan Gotti, ciclista italiano.
- 1970: Daniella Castagno, escritora y guionista chilena.
- 1970: Cristina Cerrada, escritora española.
- 1970: Gianni Infantino, abogado italo-suizo, presidente de la FIFA desde 2016.
- 1970: Belén López, actriz española.
- 1970: Vince Vaughn, actor estadounidense.
- 1971: Alan Tacher, conductor de televisión y animador mexicano.
- 1972: Nick Frost, actor británico.
- 1972: Ángel Plaza Simón, político español.
- 1973: Umaga, luchador profesional samoano (f. 2009).
- 1973: Dobleache, dj español.
- 1973: Toti Pasman, periodista deportivo y abogado argentino.
- 1974: Gianluca Di Marzio, periodista italiano.
- 1974: Fernando Pacini, conductor, locutor y periodista de fútbol argentino.
- 1974: Sharon la Hechicera, cantante, actriz, modelo, empresaria y presentadora de televisión ecuatoriana (f. 2015).
- 1975: Iván Helguera, futbolista español.
- 1975: Richard Kelly, cineasta y guionista estadounidense.
- 1975: Matt Reis, futbolista estadounidense.
- 1976: Dave Keuning, guitarrista estadounidense, de la banda The Killers.
- 1976: Daniele Righi, ciclista italiano.
- 1977: Annie Wersching, actriz estadounidense (f. 2023).
- 1977: Peter Ijeh, futbolista nigeriano.
- 1978: Fabien Audard, futbolista francés.
- 1979: Daniel Montenegro, futbolista argentino.
- 1980: Luke Walton, baloncestista estadounidense.
- 1980: Albert Streit, futbolista alemán.
- 1980: Félix Montoya, futbolista costarricense.
- 1980: Mariel Martínez, cantante argentina de tango.
- 1981: Julia Stiles, actriz estadounidense.
- 1982: Jon Plazaola, actor y humorista español.
- 1982: Luis Tejada, futbolista panameño.
- 1984: Mensur Mujdža, futbolista bosnio-croata.
- 1985: Steve Mandanda, futbolista francés.
- 1985: Stanislas Wawrinka, tenista suizo.
- 1986: J-Kwon, rapero estadounidense.
- 1986: Lady Gaga (Stefani Joanne Angelina Germanotta), cantante, compositora, bailarina, productora y actriz estadounidense.
- 1986: Amaia Salamanca, actriz española.
- 1987: Kagney Linn Karter, actriz pornográfica estadounidense.
- 1988: Geno Atkins, jugador estadounidense de fútbol americano.
- 1988: Lacey Turner, actriz británica.
- 1988: Mohamed Al-Shehhi, futbolista emiratí.
- 1988: Saeed Al-Kathiri, futbolista emiratí.
- 1990: Luca Marrone, futbolista italiano.
- 1991: Alejandra Murgas, periodista colombiana.
- 1991: Julián Cuesta Díaz, futbolista español.
- 1991: Sergio Fernández Tamayo, futbolista español.
- 1992: Berta Vázquez, actriz española.
- 1992: Sergi Gómez, futbolista español.
- 1992: Richard Dixon, futbolista panameño.
- 1993: Javier Zafra, futbolista español.
- 1994: Jackson Wang, rapero, cantante, bailarín, actor y compositor chino de la boy band Got7.
- 1994: Aritz Elustondo, futbolista español.
- 1995: Leonardo Capezzi, futbolista italiano.
- 1995: Alberto Martín Marín, baloncestista español.
- 1996: Gonzalo Asis, futbolista argentino.
- 1996: Axel Bordón, futbolista argentino.
- 1996: Ezequiel Noblea, futbolista argentino.
- 1996: Jorge Marco de Oliveira Moraes, futbolista brasileño.
- 1996: Benjamin Pavard, futbolista francés.
- 1996: Max Strus, baloncestista estadounidense.
- 1996: Filip Taleski, balonmanista macedonio.
- 1996: Henrik Castegren, futbolista sueco.
- 1997: Ginés Marín, torero español.
- 1997: Thierry Ambrose, futbolista francés.
- 1997: Yaw Yeboah, futbolista ghanés.
- 1997: Giuseppe Di Mare, remero italiano.
- 1997: Manuel Benson, futbolista belga.
- 1997: Dani Cárdenas, futbolista español.
- 1998: Tomoya Miki, futbolista japonés.
- 1998: Sofía Varela, futbolista costarricense.
- 1998: James Fouché, ciclista neozelandés.
- 1998: Aden-Alexandre Houssein, judoca yibutiano.
- 1999: Thamara Gómez, cantante peruana.
- 1999: Diego Mesén, futbolista costarricense.
- 1999: Matías Meneses, futbolista chileno.
- 1999: Olav Molenaar, remero neerlandés.
- 1999: Aaron Opoku, futbolista alemán.
- 2000: Chris Richards, futbolista estadounidense.
- 2000: Edward Campbell Sutherland, futbolista inglés.
- 2000: Carlos Salomón Tapia, futbolista chileno.
- 2000: Pauline Hondema, atleta neerlandesa.
- 2001: Adrià Altimira, futbolista español.
- 2001: Víctor Sanchís, futbolista español.
- 2001: Mostafa Meshaal, futbolista catarí.
- 2002: Ian Ousley, actor estadounidense.
- 2003: Matijus Remeikis, futbolista lituano.
- 2003: Isaak Touré, futbolista francés.
- 2003: Pháo, cantante y rapera vietnamita.
- 2005: Naara Miranda, futbolista española.
- 2005: Joaquin Seys, futbolista belga.
- 2005: D4vd, cantante estadounidense.
- 2006: Kauã Elias, futbolista brasileño.
- 2007: Cailey Fleming, actriz estadounidense.
- 2007: Quan Hongchan, clavadista china.
- 2007: Daniel Yáñez, futbolista español.

## Fallecimientos
- 193: Pertinax, emperador romano.
- 1241: Valdemar II, rey danés (n. 1170).
- 1579: Juan Fernández de Navarrete, pintor español (n. 1526).
- 1631: Juan van der Hamen, pintor español (n. 1596).
- 1831: Domingo Matheu, comerciante argentino, integrante de la Primera Junta de Gobierno en 1810 (n. 1765).
- 1871: Martín Arenas, militar argentino (n. 1808).
- 1875: Friedrich Wilhelm Sporleder, naturalista alemán (n. 1787).
- 1881: Modest Músorgski, compositor nacionalista ruso (n. 1839).
- 1891: Georges Seurat, pintor francés (n. 1859).
- 1910: Édouard Colonne, director de orquesta y músico francés (n. 1838).
- 1914: Randolph McCoy, militar estadounidense, líder de su familia durante el conflicto Hatfield-McCoy (n. 1825).
- 1922: Ángel Ortiz Monasterio, marino y político mexicano (n. 1849).
- 1924: Zoel García de Galdeano, matemático español (n. 1846).
- 1930: Félicien Menu de Ménil, propagandista francés del esperanto (n. 1860).
- 1940: José María Salaverría, escritor español (n. 1873).
- 1941: Virginia Woolf, novelista británica (n. 1882).
- 1942: Miguel Hernández, poeta y dramaturgo español (n. 1910).
- 1943: Serguéi Rajmáninov, compositor ruso (n. 1873).
- 1953: Jim Thorpe, atleta estadounidense (n. 1887).
- 1962: Hugo Wast, escritor y político protofascista argentino (n. 1883).
- 1964: Arturo Dúo Vital, director y compositor español (n. 1901).
- 1965: Vito Dumas, navegante argentino (n. 1900).
- 1966: Ramón María Aller Ulloa, astrónomo, matemático y sacerdote español (n. 1878).
- 1968: Iván Boldin, militar soviético (n. 1892)
- 1969: Dwight D. Eisenhower, militar y político estadounidense, presidente de los Estados Unidos entre 1953 y 1961 (n. 1890).
- 1976: Richard Arlen, actor estadounidense (n. 1898).
- 1977: Waldo de los Ríos, compositor argentino (n. 1934).
- 1981: Günther Treptow, tenor alemán (n. 1907).
- 1982: William Francis Giauque, químico estadounidense, premio Nobel de Química 1949 (n. 1895).
- 1985: Marc Chagall, pintor judío de origen ruso (n. 1887).
- 1987: Alphonse Amadou Alley, militar y presidente de Benín (n. 1930).
- 1987: Patrick Troughton, actor británico.
- 1994: Eugène Ionesco, dramaturgo francés de origen rumano (n. 1909).
- 1995: Isidoro Valverde Álvarez, marino, escritor y periodista español.
- 1999: Eva Franco, actriz argentina (n. 1906).
- 2000: Anthony Powell, novelista británico.
- 2002: Juan Guerrero Zamora, realizador de televisión español.
- 2004: Peter Ustinov, actor británico (n. 1921).
- 2005: Joaquín Luqui, periodista y locutor de radiofórmula español (n. 1948).
- 2006: Caspar Weinberger, político estadounidense (n. 1917).
- 2007: Delém, futbolista brasileño (n. 1935).
- 2007: Tony Scott, clarinetista estadounidense (n. 1921).
- 2009: Jorge Preloran, actor y director argentino (n. 1933).
- 2010: June Havoc, actriz, bailarina, directora de escena y escritora de memorias estadounidense (n. 1912).
- 2013: Richard Griffiths, actor británico (n. 1947).
- 2013: Manuel García Ferré, artista gráfico, historietista, autodidacta y animador español-argentino (n. 1929)
- 2014: Jeremiah Denton, militar y político estadounidense (n. 1924).
- 2020: Tom Coburn, político y médico estadounidense (n. 1914).
- 2021: Didier Ratsiraka, militar y político malgache, presidente de Madagascar entre 1975-1993 y 1997-2002 (n. 1936).
- 2022: Gustavo Zavala (61), fundador, bajista, tecladista, autor y compositor argentino (n. 1960).
- 2024: Anna Pérez Pagès, periodista cultural española (n. 1974)

## Celebraciones
- Día Mundial del Piano.[7]

- Día de la Torta Selva Negra.[8]Tarta de capas intercaladas de bizcocho de chocolate, crema y cerezas ácidas, y al final se decora abundantemente con virutas de chocolate y cerezas. La receta proviene de la ciudad de Baden, Alemania.[9]

- Día de los Triglicéridos.
Este día sirve para recordar la importancia de mantener niveles saludables de triglicéridos en el cuerpo. Los triglicéridos son un tipo de grasa que se encuentra en la sangre. Cuando se consume comida con grasa, los triglicéridos se transportan en la sangre.

 Por países
(Por orden alfabético)
- Argentina: 
  - Día Nacional de la Audición.[10]
Esta fecha conmemora la primera cirugía auditiva realizada en América Latina, en 1933, por el doctor Juan Manuel Tato.

- España: 
  - Vigo: Día de la Reconquista.

- Japón: 
  - Hanami, tradición japonesa de concurrir a los parques a admirar la belleza de los cerezos en flor.

### Santoral católico

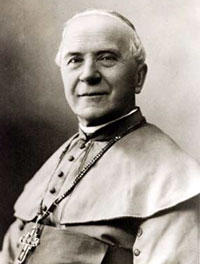
Fotografía de San José Sebastián Pelczar, obispo polaco.

- Festejo del día: San Sixto III, papa.[11]
- San Castor de Tarso, mártir.[11]
- Santos Prisco, Malco y Alejandro de Cesarea, mártires (f. 260).
- San Cirilo de Heliópolis, diácono y mártir (f. c. 362).[11]
- San Proterio de Alejandría, obispo (f. 454).[11]
- San Gountrán, rey de los francos (f. 593).
- San Hilarión de Pelecete, hegúmeno (f. s. VIII).[11]
- San Esteban Harding, abad (f. 1134).[11]
- Beato Conón de Naso, monje (f. 1236).[11]
- Beato Antonio Patrizi, presbítero (f. c. 1311).[11]
- Beata Juana María de Maillé (f. 1414).[11]
- Beato Cristóbal Wharton, presbítero y mártir (f. 1600).[11]
- Beata Renata María Feillatreau, mártir (f. 1794).[11]
- San José Sebastián Pelczar, obispo y fundador (f. 1924).